# Fortalesa de Ktènia
Ktènia (en búlgar: Ктения; grec: Κτένια) és una fortalesa romana i medieval en ruïnes, situada a 2,1 quilòmetres al nord del poble de Lozarevo, al municipi de Sungurlare, Província de Burgàs, al sud-est de Bulgària. En l'edat mitjana, Ktènia va canviar sovint de mans entre Bulgària i l'Imperi Romà d'Orient.
Les ruïnes de la fortalesa es troben al nord-est de la ciutat de Sungurlare, en la secció Grebenets dels Balcans orientals. En els temps antics i medievals va servir com una important posició defensiva que guardava el pas de Karnobat entre les muntanyes. Els castells veïns incloïen Rusokastro al sud-est i Aytos a l'est. No és clar si Ktènia és idèntica al castell anomenat Goloe, que es trobava a la mateixa regió, o si eren fortificacions separades.
En 705 Ktènia va passar a formar part del Primer Imperi Búlgar quan l'àrea de Zagore va ser cedida a Tervel per l'Imperi Romà d'Orient. Quan l'Imperi Búlgar va ser restablit a finalitats del segle xii, Ktènia va estar una vegada més sota el control búlgar fins que va ser conquistada pels romans d'Orient durant la rebel·lió d'Ivailo (1277-1280). La fortalesa va ser recuperada per Bulgària després d'una guerra reeixida per l'emperador Todor Svetoslav I Terter (r. 1300-1321) en 1304. No obstant això, va ser perduda durant el període d'incertesa després de la prematura mort del seu fill Georgi Terter II (r. 1321–1322). Ktènia va ser ràpidament recapturada pel nou emperador Miquel Xixman (r. 1323-1330) en 1324. Després d'una altra breu ocupació romana d'Orient entre 1330 i 1332, va ser novament capturada pels búlgars després de la batalla de Rusokastro el 18 de juliol de 1332.